# 85-XX
Classificazione delle ricerche matematiche: sezioni di livello 1

00-XX 01 03 05 06 08 | 11 12 13 14 15 16 17 18 19 20 22 | 26 28 30 31 32 33 34 35 37 39 40 41 42 43 44 45 46 47 49 | 
 51 52 53 54 55 57 58 | 60 62 65 68 | 70 74 76 78 | 80 81 82 83 85 86 | 90 91 92 93 94 97-XX
63-XX è la sigla della sezione primaria dello schema di classificazione
MSC dedicata ad astronomia e astrofisica.
La pagina attuale presenta la struttura ad albero delle sue sottosezioni secondarie e terziarie.

## 63-XX
astronomia ed astrofisica
{per la meccanica celeste, vedi 70F15}
- 85-00 opere di riferimento generale (manuali, dizionari, bibliografie ecc.)
- 85-01 esposizione didattica (libri di testo, articoli tutoriali ecc.)
- 85-02 presentazione di ricerche (monografie, articoli di rassegna)
- 85-03 opere storiche {!va assegnato almeno un altro numero di classificazione della sezione 01-XX}
- 85-04 calcolo automatico esplicito e programmi (non teoria della computazione o della programmazione)
- 85-05 articoli sperimentali
- 85-06 atti, conferenze, collezioni ecc.
- 85-08 metodi computazionali

## 63Axx
astronomia ed astrofisica
{per la meccanica celeste, vedi 70F15}
- 85A04 generale
- 85A05 dinamica galattica e dinamica stellare
- 85A15 struttura galattica e struttura stellare
- 85A20 atmosfere planetarie
- 85A25 trasferimento radiativo
- 85A30 problemi idrodinamici e problemi idromagnetici [vedi anche 76Y05]
- 85A35 astronomia statistica
- 85A40 cosmologia {per la cosmologia relativistica, vedi 83F05}
- 85A99 argomenti vari